# Тревор (фильм)
«Тревор» (англ. Trevor) — фильм режиссёра Пегги Райски. В 1995 году картина удостоена премии «Оскар» в номинации «Лучший короткометражный фильм». На 45-м «Берлинале» фильм награждён премией «Тедди». Четыре года спустя в 1998 году Джеймс Лисесн, Пегги Райски и Рэнди Стоун основали одноимённый проект, занимающийся предотвращением самоубийств среди ЛГБТ-подростков. Прототипом главного героя фильма является реальный 13-летний юноша-гей, который пытался покончить с собой.

## Сюжет
Повествование в фильме ведётся от лица 13-летнего Тревора через серию его дневниковых записей. «Дорогой дневник», — так одинокий подросток обращается к своему бумажному другу, и только с ним он может поделиться своими чаяниями и переживаниями. Страстный поклонник Дайаны Росс, Тревор борется за внимание равнодушных и безразличных к его судьбе родителей, иногда прибегая к таким способам, как имитация самоубийства. Подросток подружился с парнем из своей школы Пинки Фарадеем. Тревор сознаёт, что его чувства по отношению к новому другу больше, чем просто приятельские или дружеские. О своём отношении к Фарадею Тревор рассказал знакомому Вальтеру Стилтману, который распространил по всей школе слухи о том, что Тревор — гей. С этого момента жизнь подростка превратилась в сплошной кошмар: все друзья и знакомые отвернулись от него, и даже кумир Пинки сказал Тревору, что такому извращенцу лучше бы совсем не жить. Тревор пытается совершить суицид, отравившись аспирином. В больнице он знакомится с санитаром по имени Джек. Джек приглашает Тревора в группу поддержки для геев и покупает два билета на Дайану Росс. Тревор решает жить дальше.

## В ролях
| Актёр            | Роль             |
| ---------------- | ---------------- |
| Бретт Барский    | Тревор           |
| Джуди Кейн       | мать Тевора      |
| Джон Лиззи       | отец Тревора     |
| Эллен Дедженерес | играет саму себя |
| Йон Руни         | Пинки Фарадей    |
| Аллен Доране     | Вальтер Стилтман |

## Саундтрек
В фильме звучат следующие музыкальные композиции:
1. «Theme from Mahogany» — Дайана Росс
2. «It’s My Turn» — Дайана Росс
3. «Fame» — Эрика Гимпел
4. «Anything Goes» — Эмили Биндиджер
5. «Endless Love» — Лайонел Ричи и Дайана Росс
6. «Ain’t No Mountain High Enough» — Дайана Росс
7. «I’m Coming Out» — Дайана Росс

## Награды
Фильм получил следующие награды:
| Награды                                          | Награды | Награды                   | Награды                                                           | Награды      |
| ------------------------------------------------ | ------- | ------------------------- | ----------------------------------------------------------------- | ------------ |
| Фестиваль / Премия                               | Год     | Награда                   | Категория                                                         | Победитель   |
| Академия кинематографических искусств и наук     | 1995    | Оскар                     | Лучший игровой короткометражный фильм                             | Пегги Райски |
| Берлинале                                        | 1995    | Тедди                     | Лучший короткометражный фильм                                     | Пегги Райски |
| МКФ в Сан-Франциско                              | 1995    | Почётная грамота          | Лучший игровой короткометражный фильм или видео от 16 до 30 минут | Пегги Райски |
| Кинофестиваль «Сандэнс»                          | 1995    | Специальный приз жюри     | Короткое кино — поощрительная премия                              | Пегги Райски |
| Международный ЛГБТ-кинофестиваль в Сан-Франциско | 1995    | Приз зрительских симпатий | Лучший короткометражный фильм                                     | Пегги Райски |